# Antinoria
Antinoria Parl., 1845 (nome comune "nebbia") è un genere di piante angiosperme monocotiledoni appartenente alla famiglia Poaceae (o Gramineae, nom. cons.). È l'unico genere della sottotribù Antinoriinae Röser & Tkach, 2019.

## Etimologia
Il nome del genere è stato dato in onore del marchese Orazio Antinori (1811–1882) naturalista italiano.
Il nome scientifico del genere è stato definito dal botanico italiano Filippo Parlatore (Palermo, 8 agosto 1816 – Firenze, 9 settembre 1877) nella pubblicazione "Flora Panormitana" (Fl. Palerm. 1:92) del 1845. Il nome scientifico della sottotribù è stato definito dai botanici contemporanei Röser e Tkach nella pubblicazione "Phylogeny, morphology and the role of hybridization as driving force of evolution in grass tribes Aveneae and Poeae (Poaceae)" del 2019.

## Descrizione

### Portamento
Il portamento delle specie di questo gruppo in genere è più o meno cespuglioso-decombente con forme biologiche del tipo terofita scaposa (T scap), ossia in generale sono piante erbacee che differiscono dalle altre forme biologiche poiché, essendo annuali, superano la stagione avversa sotto forma di seme e sono munite di asse fiorale eretto e spesso privo di foglie. Sono presenti anche specie perenni, ma raramente. I culmi sono gracili, fascicolati con portamento ginocchiato-ascendente. In queste piante non sono presenti i micropeli.

### Foglie
Le foglie lungo il culmo sono disposte in modo alterno, sono distiche e si originano dai vari nodi. Sono composte da una guaina, una ligula e una lamina. Le venature sono parallelinervie. Non sono presenti i pseudopiccioli e, nell'epidermide delle foglia, le papille.
- Guaina: la guaina è abbracciante il fusto (ma con margini liberi) e in genere è priva di auricole.
- Ligula: la ligula è membranosa ma senza contorni evidenti. Lunghezza: 3 mm.
- Lamina: la lamina, glabra, ha delle forme generalmente piatte. Larghezza: 2 - 3 mm.

### Infiorescenza

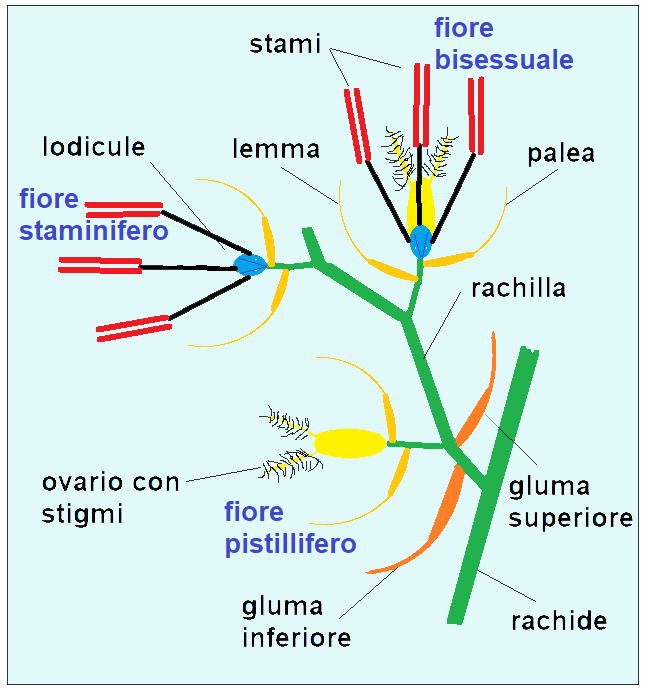
Spighetta generica con tre fiori diversi

- Infiorescenza principale (sinfiorescenza o semplicemente spiga): le infiorescenze, ascellari e terminali, in genere sono ramificate e sono formate da alcune spighette pedicellate ed hanno la forma di una pannocchia a contorno ovato. I rami sono capillari, pauciflori con portamento patente o eretto-patente. La fillotassi dell'inflorescenza inizialmente è a due livelli, anche se le successive ramificazioni la fa apparire a spirale.
- Infiorescenza secondaria (o spighetta): le spighette, compresse lateralmente, sottese da due brattee distiche e strettamente sovrapposte chiamate glume (inferiore e superiore), sono formate da due fiori separati da un corto internodo. Possono essere presenti dei fiori sterili; in questo caso sono in posizione distale rispetto a quelli fertili. Alla base di ogni fiore sono presenti due brattee: la palea e il lemma. La disarticolazione avviene con la rottura della rachilla, che comunque non si estende, sopra le glume e tra i fiori.

- Glume: le glume, con apici ottusi, sono di medie dimensioni (1 - 1,2 mm).
- Palea: la palea è un profillo con due venature e due carene.
- Lemma: il lemma, con forma ellittica, troncato e trilobo all'apice, a volte è pubescente. Lunghezza: 0,8 mm.

### Fiori
I fiori fertili sono attinomorfi formati da 3 verticilli: perianzio ridotto, androceo  e gineceo.
- Formula fiorale:

*, P 2, A (1-)3(-6), G (2–3) supero, cariosside.
- Il perianzio è ridotto e formato da due lodicule, delle squame traslucide, poco visibili (forse relitto di un verticillo di 3 sepali). Le lodicule sono membranose e non vascolarizzate.

- L'androceo è composto da 3 stami ognuno con un breve filamento libero, una antera sagittata e due teche. Le antere (lunghezza 0,3 - 0,5 mm) sono basifisse con deiscenza laterale. Il polline è monoporato.

- Il gineceo è composto da 3-(2) carpelli connati formanti un ovario supero. L'ovario, glabro, ha un solo loculo con un solo ovulo subapicale (o quasi basale). L'ovulo è anfitropo e semianatropo e tenuinucellato o crassinucellato. Lo stilo, breve, è unico con due stigmi papillosi e distinti.

### Frutti
I frutti sono del tipo cariosside, ossia sono dei piccoli chicchi indeiscenti, con forme ovoidali-piriformi, nei quali il pericarpo è formato da una sottile parete che circonda il singolo seme. In particolare il pericarpo è fuso al seme ed è aderente. L'endocarpo non è indurito e l'ilo è puntiforme. L'embrione è piccolo e provvisto di epiblasto ha un solo cotiledone altamente modificato (scutello senza fessura) in posizione laterale. I margini embrionali della foglia non si sovrappongono.

## Biologia
Come gran parte delle Poaceae, le specie di questo genere si riproducono per impollinazione anemogama. Gli stigmi più o meno piumosi sono una caratteristica importante per catturare meglio il polline aereo. La dispersione dei semi avviene inizialmente a opera del vento (dispersione anemocora) e una volta giunti a terra grazie all'azione di insetti come le formiche (mirmecoria).

## Distribuzione e habitat
La distribuzione di questo genere è mediterranea.

## Tassonomia
La famiglia delle Poacee comprende circa 800 generi e oltre 9.000 specie. È una delle famiglie più numerose e più importanti del gruppo delle monocotiledoni. La famiglia è suddivisa in 12 sottofamiglie, la sottotribù Antinoriinae fa parte della sottofamiglia Pooideae, tribù Poeae.

### Specie
Il genere Antinoria è composto dalle seguenti specie:
- Antinoria agrostidea (DC.) Parl., 1845
  - Antinoria agrostidea subsp. annua  (Lange) P.Silva
  - Antinoria agrostidea subsp. natans  (Hack.) Rivas Mart.
- Antinoria insularis Parl., 1845

Note: 
1) Nella "Flora d'Italia" di Sandro Pignatti, per questo genere, è indicata solamente la specie Antinoria agrostidea; mentre la specie A. insularis è considerata una varietà della prima. Nella checklist della pubblicazione "An annotated checklist of the Italian Vascular Flora" viceversa la specie A. agrostidea è considerata un sinonimo di A. insularis Parl.. 
2) Sul territorio italiano queste specie sono presenti in modo discontinuo al Centro e al Sud, sono comunque presenti sia in Sicilia che in Sardegna con habitat fangosi sul bordo dei fiumi fino ad una altitudine di 1.300 m s.l.m..

### Filogenesi
La sottotribù Antinoriinae fa parte della tribù Poeae R.Br., 1814 e quindi della supertribù Poodae L. Liu, 1980. La tribù Poeae è l'ultimo nodo della sottofamiglia Pooideae ad essersi evoluto (gli altri precedenti sono la tribù Brachyelytreae, e le supertribù Nardodae, Melicodae, Stipodae e Triticodae). La sottotribù Antinoriinae appartiene al gruppo con le sequenze dei plastidi di tipo "Poeae" (definito "Poeae chloroplast groups 2 ").
All'interno della tribù la posizione filogenetica delle Antinoriinae è ancora incerta; potrebbe occupare una posizione "basale" in disposizione politomica insieme ad altre sottotribù (Sesleriinae, Scolochloinae, Arinae, Holcinae e Aristaveninae), oppure formare un "gruppo fratello" con la supersottotribù Loliodinae. Ulteriori studi sono necessari per avere informazioni più dettagliate e precise.
La sottotribù Antinoriinae è monofiletica In precedenti studi il genere Antinoria era descritto all'interno della sottotribù Airinae.
Le seguenti sinapomorfie sono relative a tutta la sottofamiglia (Pooideae):
- la fillotassi dell'inflorescenza inizialmente è a due livelli;
- le spighette sono compresse lateralmente;
- i margini embrionali della foglia non si sovrappongono;
- l'embrione è privo della fessura scutellare.

Le sinapomorfie relative alla tribù Poeae sono:
- l'ilo è puntiforme;
- dei lipidi (grassi) sono presenti nell'endosperma;
- le lodicule sono prive di ciglia;
- l'ovario è glabro.

Il numero cromosomico delle specie di questo genere è: 2n = 18.